# 許慎

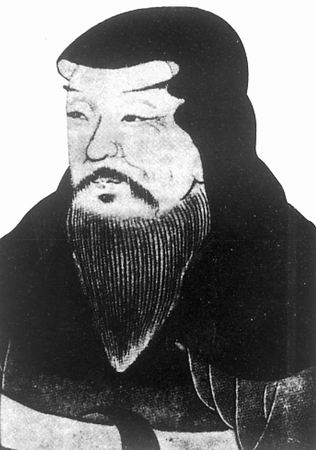
許慎

許 慎（きょ しん、拼音: Xǔ Shèn、58年? - 147年?）は、後漢時代の儒学者・文字学者。許沖の父。最古の部首別漢字字典『説文解字』の作者として知られる。

## 略歴
『後漢書』儒林伝によると、姓は許、名は慎、字は叔重。汝南郡召陵県の人。経書をひろく学び、賈逵から古文学を受けた。古文経学の大家の一人。馬融は常に彼を尊敬していたという。世に「五経無双の許叔重」と称せられた。汝南郡の功曹となり、孝廉で中央に挙げられ、太尉南閤祭酒、洨県県長を任じられた。
『後漢書』の記載は簡単すぎて生卒年などはわからない。厳可均は、『後漢書』南蛮西南夷列伝に「桓帝のとき（147年-167年）に尹珍が許慎と応奉に学んだ」とあることから、このころまで生きていたと考え、また『説文解字』序が書かれた100年に少なくとも30歳には達していたはずだとして、明帝の永平年間（58年-75年）の生まれと考えた。陶方琦もこれに同意した。

## 著書
著書に『五経異義』『説文解字』『淮南鴻烈間詁』がある。『五経異義』は古文学の立場から経学を論じたものだが、後に鄭玄は『五経異義』を反駁して『駁五経異義』を著している。
『説文解字』は現在に伝わっており、『淮南鴻烈間詁』も現行本『淮南子』の注21篇のうち8篇に採用されている。『五経異義』は散佚したが、清の陳寿祺によって輯佚された『五経異義疏証』がある。